# 순빈 김씨
순빈 김씨(順嬪 金氏, ? ~ 1647년)는 조선 선조의 후궁이다.

## 생애
본관은   김해(金海)이며, 김복장(金福長)과 평산 신씨(平山 申氏)사이에서 태어났다. 숙원, 소용, 숙의를 걸쳐 정1품 빈이 되었고, 소생으로는 순화군(順和君)이 있다. 순화군은 임진왜란 당시 함경도에서 왜군의 포로가 되었으며, 이후 난폭하고 광망한 행동을 일삼아 백성들이 두려워하고 대간의 끊임없는 탄핵을 받았으나 선조의 비호로 무사하였다.
1635년(인조 13년), 순빈은 손녀사위인 이경증(李景曾)에게 청하여 공조의 아전을 가두었는데, 인조가 눈감아 주었으며, 이경증을 형조정랑에 제수하였다.
1647년(인조 25년) 1월 사망하였다.

## 가족 관계
- 부 : 김복장(金福長)
- 모 : 평산 신씨(平山 申氏)
  - 동생 : 김득기(金得祺)
  - 올케 : 평산인(平山人) 신응수(申應秀)의 딸
    - 조카 : 김신행(金愼行)
    - 조카 : 김근행(金謹行)

  - 남편 : 선조(1552년 - 1608년)
    - 아들 : 순화군(順和君) 이보(李𤣰, 1580년 - 1607년)
    - 자부 : 장수 황씨 - 황혁(黃赫)의 딸
      - 손녀 : 이계여(李桂餘, 1598년 - ?) 덕수인 이경증(李景曾, 1595년 - 1648년)에게 하가
      - 서손녀 : 이업이(李業伊, 1601년 - ?) 이인로(李仁老)에게 하가
      - 서손녀 : 이중이(李衆伊, 1603년) 조졸